# Pontiac Grand Ville

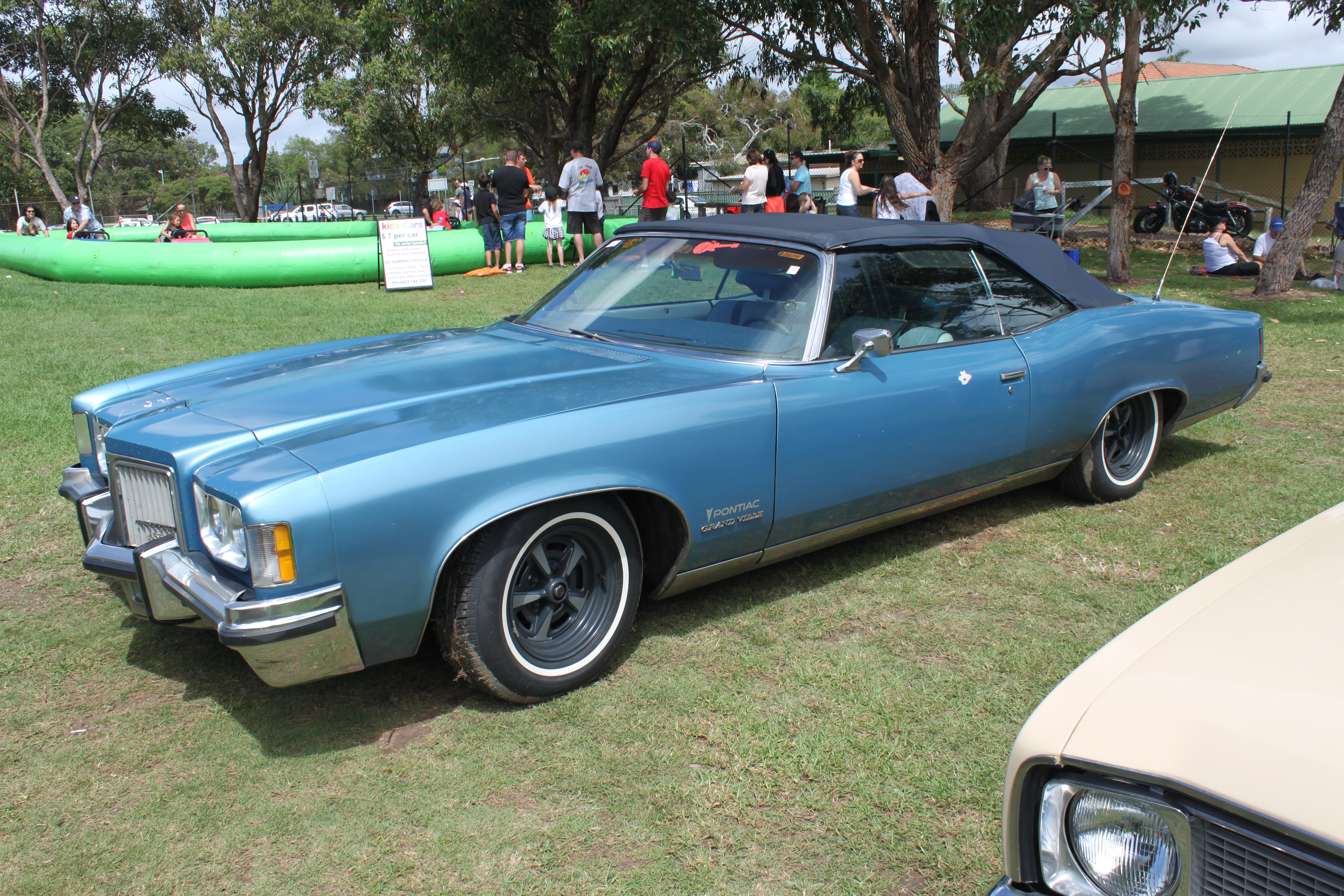
1972 Pontiac Grand Ville

De Pontiac Grand Ville (Grandville) is een automodel van het Amerikaanse automerk Pontiac dat gebouwd werd van 1971 tot 1975. Het model was gebouwd op het B-body onderstel en was te koop in drie types: cabriolet, tweedeurs hardtop en vierdeurs hardtop. Van de Grand Ville zijn in vijf jaar tijd niet bijzonder veel exemplaren geproduceerd. Van de cabriolet zijn 15.963 stuks gemaakt en van de coupe ongeveer 230.000 stuks. De Pontiac Catalina, de Catalina Brougham en de Pontiac Bonneville zijn ook gebaseerd op het B-body. De Grand Ville werd aangedreven door een 7,5 liter V8-motor.
Recente modellen:
2000 Sunbird · 
6000 · 
Aztek · 
Bonneville · 
Catalina · 
Fiero · 
Firebird · 
Firefly · 
G3 · 
G4 · 
G5 · 
G6 · 
Grand Am · 
Grand Prix · 
GTO · 
J2000 · 
Laurentian · 
LeMans · 
Matiz · 
Matiz G2 ·
Montana · 
Montana SV6 · 
Parisienne · 
Persuit · 
Phoenix · 
Safari · 
Solstice ·
Sunbird · 
Sunburst · 
Sunfire · 
Sunrunner · 
T1000 · 
Tempest · 
Torrent · 
Trans Am · 
Trans Sport · 
Ventura ·
Vibe · 
Wave
Historische modellen na de Tweede Wereldoorlog:
Acadian · 
Astre · 
Chieftain · 
Custom S · 
Executive · 
Grand Safari · 
Grand Ville · 
Grande Parisienne · 
Pathfinder · 
Silver Streak · 
Star Chief · 
Star Chief Executive · 
Strato Chief · 
Steamliner · 
Super Chief · 
Torpedo
Historische modellen voor de Tweede Wereldoorlog:
Series 6-27 · 
Series 6-28 · 
Series 6-29 Big Six · 
Series 6-30B · 
Series 401
Conceptauto's:
Bonneville Special · 
Club de Mer